# Karel Appel

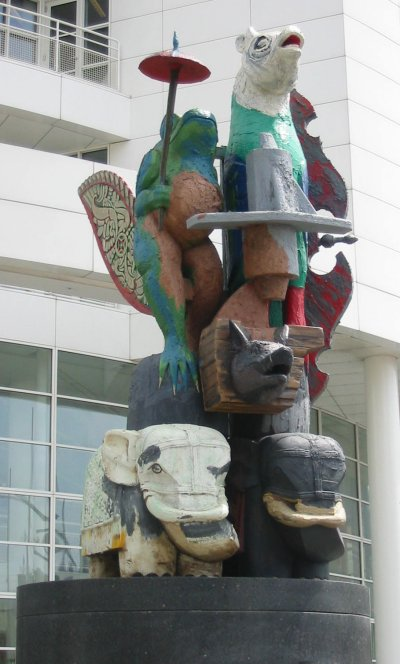
Statua Karela Appel w Hadze

Karel Appel (ur. 25 kwietnia 1921 w Amsterdamie, zm. 3 maja 2006 w Zurychu) – holenderski malarz, grafik, rzeźbiarz, poeta.

## Życiorys
Studiował w Rijksakademie voor Beeldende Kunsten w Amsterdamie. Razem z Corneillem założył grupę eksperymentalną Reflex, przekształconą w 1948 w słynną grupę Cobra. W 1950 zamieszkał w Paryżu i rozpoczął karierę międzynarodową.

## Twórczość
Jego malarstwo miało źródła w twórczości dzieci, inspirowane było też sztuką Pabla Picassa. Malował kolorowe, zdeformowane postacie, akty i portrety, a także zwierzęta. Przedstawione sylwetki podkreślał schematyczny, świadomie prymitywizowany rysunek. W latach 50. jego malarstwo zmierzało ku brutalizacji formy, akcentowaniu efektów faktury i agresywnym zestawieniem barw. Największe uznanie przyniosły mu obrazy malowane z gestu, intuicyjnie i spontanicznie, zaliczane przez krytyków do abstrakcyjnego ekspresjonizmu.
Appel zajmował się również ceramiką, rzeźbą w drewnie, grafiką, projektował też witraże. W 1976 zrealizował w Peru monumentalny fresk w imię filozofii sztuki kolektywnej grupy Cobra. Później stworzył grupę rzeźb zatytułowaną Cyrk Appela.
W 1999 został odznaczony Krzyżem Komandorskim Orderu Lwa Niderlandzkiego.